# Альфредо Гуццоні
Альфредо Гуццоні (італ. Alfredo Guzzoni; 12 квітня 1887, Мантуя, Королівство Італія — 15 квітня 1965, Рим, Італія) — італійський військовий і державний діяч, член Національної фашистської партії, генерал Королівської італійської армії. Учасник більшості воєн, у яких брала участь Італія на початку ХХ століття. Обіймав посаду очільника окупаційної адміністрації в Еритреї. У 1943 році командував італійськими військами на Сицилії, проте не зміг організувати належної оборони на острові, унаслідок чого він був узятий під контроль союзниками.

## Біографія
Альфредо Гуццоні народився 12 квітня 1887 року в Мантуї (регіон Ломбардія, що в північній частині Італії), де й пішов у школу, по завершенню якої вступив до Військової академії Модени.
У 1911 році Гуццоні був направлений до Африки, де брав участь у війні з Туреччиною, що якраз почалася. Після закінчення конфлікту він повернувся до Італії.
Під час участі Італії в Першій світовій війні Гуццоні обіймав посади начальника штабів 7-ї та 11-ї дивізій. Після завершення конфлікту його призначили начальником штабу 3-о армійського корпусу. Потім у 1929 році він був переведений до 58-о піхотного полку, а в 1930 році отримав звання бригадного генерала та був направлений командувати 3-ю альпійською бригадою. У 1933 році Альфредо був призначений начальником Військовою академією Модени та обіймав цю посаду до 1934 року, коли став командиром 21-ї гренадерської дивізії, яка дислокувалася на Сардинії. Разом із цією частиною брав участь у війні з Ефіопією. 1936 року очолив окупаційну адміністрацію в Еритреї, а вже 1937 року став командиром 11-о корпусу.
1939 року Гуццоні був одним із генералів, які командували експедиційними військами в Албанії, після окупації країни він очолив окупаційні війська, а згодом — усі італійські війська на території Балкан.
На початку травня 1940 року Альфредо був направлений командувати 4-ю армією, яка брала участь у Французькій кампанії, проте невдовзі був змушений залишити поле битви, щоб обійняти посаду заступника державного секретаря при воєнному міністрі. Пізніше служив заступником Уго Кавальєро на посаді начальника Генерального штабу Італії.
У червні 1943 року Гуццоні був відправлений на Сицилію, де командував 6-ю армією. Він мав організувати належну оборону острова та чинити спротив союзникам у випадку їх висадки на острові, проте не зміг цього зробити через брак живої сили та постійні суперечки з німецькими генералами. Фактично його кар'єра була завершена після англо-американським вторгнення на Сицилію та відступу італійських військ, через що острів було втрачено. Так уже на початку серпня того ж року його усунули від командування.
8 вересня 1943 року Гуццоні заарештували представники Італійської соціальної республіки. Спершу його засудили до розстрілу за зраду держави, проте за допомоги німців він зміг уникнути цього покарання та залишитися живим. Однак надалі активної участі у війні не брав.
Після завершення Другої світової війни жив у Римі, де й помер 15 квітня 1965 року.